# 广州恒通巴士
广州恒通巴士有限公司（简称恒通巴士）是中國廣東省廣州市的一間已结业巴士公司，于2005年由广州市第二公共汽车公司（廣州二汽）和广州市荣泰出租汽车有限公司（荣泰公司）共同出资成立，在并入广州市第二巴士有限公司（第二巴士）后结业。

## 成立背景
由于荣泰公司的884路经营不善、投诉较多，多次整改仍未达到要求，于2005年7月30日由广州市交通委员会委托廣州二汽接手营运，而荣泰公司则仍经营891路至恒通巴士成立前。

## 成立
2005年9月29日，广州恒通巴士有限公司正式开业，恒通巴士的注册资金为约5100万元，其中廣州二汽占股份的82%，荣泰公司占股份的18%。从廣州二汽划出的126、501、502、504、508、804、808、826、827等9条线路以及荣泰公司的884、891路改由恒通巴士经营。荣泰公司的公交经营资质被取消后，恒通巴士取代荣泰公司成为广州公交运营企业，廣州二汽投入到新成立的恒通巴士的车队更换车身涂装和商标，统一使用新涂装和商标。

## 并入广州市第二巴士
2007年9月20日，冠忠遊覽車有限公司與廣州市第二公共汽車公司及广州市荣泰出租汽车有限公司訂立一項合資企業合同，將合作企业廣州冠忠巴士有限公司轉型並更名為合资企业廣州市第二巴士有限公司。广州恒通巴士经营的全部路線改由第二巴士经营，其后将广州恒通巴士的路線及车队划分到第二巴士第二分公司。并入第二巴士后，原广州恒通巴士经营的路線在站牌上使用“第二巴士”的名称。原广州恒通巴士的车队保留原有的涂装，车头商标统一使用“冠忠巴士”的商标，车头及车尾标有“第二巴士”的名称，前门外左侧、司机位窗口外下方及车内导向图标有“广州市第二巴士有限公司”的名称。
广州恒通巴士的城市公共汽车客运经营期限至2008年3月1日止，营业执照已被吊销并注销登记。广州恒通巴士已经成为历史。

## 經營路線
原廣州二汽路線：126、501、502、504、508、804、808、826、827
原荣泰公司路線：884、891